# Idiazabal (formatge)
El formatge Idiazabal és elaborat exclusivament amb llet d'ovella de les races latxa i carranzana a les regions del País Basc i de Navarra (excepte els municipis de la Vall de Roncal que tenen el seu propi formatge amb denominació d'origen). L'Idiazabal és un formatge gras amb una maduració mínima de seixanta dies, no cuit, premsat i amb un pes que oscil·la entre 1 i 3 quilos per unitat. Compta amb un Consell Regulador de Denominació d'Origen Protegida (DOP).

## Característiques
- Forma cilíndrica, amb cares sensiblement planes.
- Una altura de 8 a 12 centímetres.
- Un diàmetre de 10 a 30 cm
- Un pes entre 1 i 3 kg
- La crosta és dura de color groc pàl·lid en els no fumats i marró fosc pels fumats.
- La pasta és compacte, de color variable: des del blanc al marfil groguenc. I pot presentar petits ulls groguencs repartits de forma irregular i de nombre escàs.
- El percentatge de greix no és inferior al 45% sobre l'extracte sec.
- Extracte sec com a mínim 55%.
- El pH entre 4,9 i 5,5.
- La proteïna total és com a mínim 25 sobre l'extracte sec.

### Gust
El gust del formatge Idiazabal és intens, omple la boca, és equilibrat, net i consistent. Amb un marcat caràcter a llet madura i una mica de gust de quall natural sempre que hagi madurat prou temps. Té un punt de picant i no ha de tenir cap gust amarg. Després de la seva degustació, deixa un regust persistent característic. És un formatge amb una salinitat mitjana.

### Olor
El formatge Idiazabal ha de tenir una olor intensa, penetrant i neta. Sense olors estranyes.

### Textura
És un formatge compacte amb una elasticitat poc pronunciada, força ferm. S'hi poden trobar granulacions al mastegar-lo, sense ser granulós. A mesura que madura té menys humitat i, per tant, menys elasticitat i una textura més trencadissa i dura

## Elaboració
Per elaborar un quilo de formatge madurat es necessiten aproximadament set litres de llet pura d'ovella crua sense pasteuritzar. La llet s'escalfa suaument en contenidors d'acer inoxidable fins a arribar a una temperatura de 30 °C.
S'afegeix el quall net, sec, triturat i barrejat amb sal. La llet es coagula al cap de mitja hora formant un gel elàstic que es talla amb la lira en trossos de la mida d'un gra de blat de moro. Els grans es sacsegen lentament i s'augmenta la temperatura del contenidor lentament fins a arribar més o menys a 37 °C. Amb l'objectiu d'extreure la major quantitat de sèrum i conservar només les substàncies alimentaries de la llet: el greix i les proteïnes.
Quan els grans s'han endurit suficientment, s'atura l'escalfament i s'espera que els grans es dipositin al fons del contenidor, coberts pel sèrum.
En el moment d'introduir el quall en els motlles es marquen amb un número únic. Així es facilita el posterior seguiment de cada peça. Es premsen, es passen amb aigua amb sal i finalment es tanquen en una sala de maduració a una temperatura entre 8 °C i 15 °C i una humitat relativa entre el 80% i el 95%.

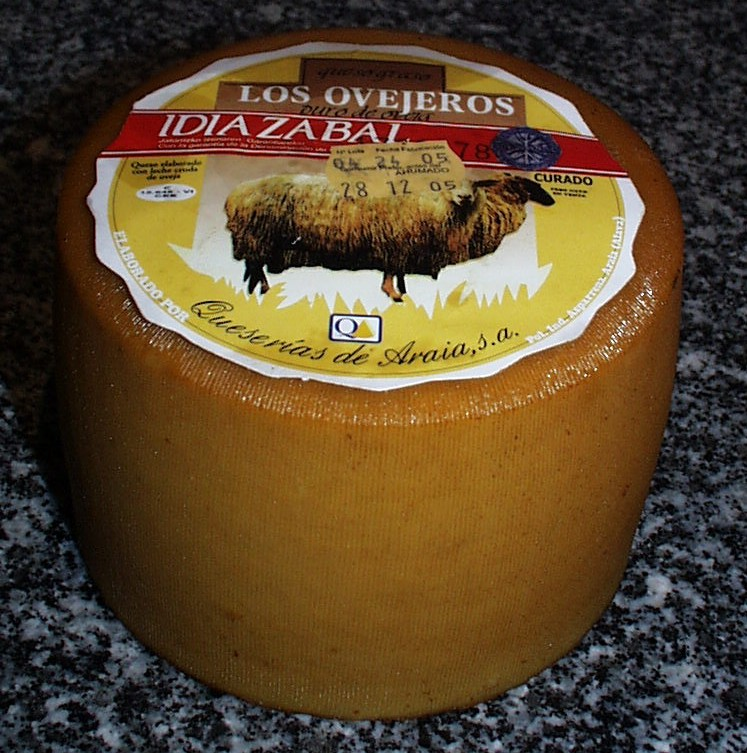
Formatge Idiazabal fumat.

Al llarg del procés, augmenta l'acidesa, que ajuda a la seva conservació. Ha de madurar un mínim de dos meses. Encara que per obtenir una millor qualitat ha de madurar entre quatre i vuit mesos.
La conservació s'ha de realitzar en locals que tenen una de temperatura entre 10 °C y 12 °C i una humitat adequada.
En algunes zones com ara Urbasa o Entzia, entre d'altres, s'utilitza la pràctica del fumatge del formatge.

## Denominació d'Origen
El dia 1 d'octubre de 1987 el Ministeri d'Agricultura, Pesca i Alimentació de l'Estat Espanyol ratifica la Denominació d'Origen Idiazabal. Hi han adherides unes 500 explotacions ramaderes i més de 100 formatgeries. La majoria d'aquestes elaboren el seu formatge exclusivament amb la llet de la seva pròpia explotació. Tant la producció de la llet com l'elaboració del formatge es realitza íntegrament a la comunitat autònoma basca i Navarra (excepte la zona de la Vall de Roncal, que té la seva pròpia denominació d'origen). El Reglament de la Denominació d'Origen «Idiazabal» i del seu Consell Regulador va ser aprovat per l'Ordre de 30 de novembre de 1993, del Ministerio de Agricultura, pesca y Alimentación, modificada per l'Ordre de 23 de març de 1999, Ordre APA/1855/2002, de 4 de juliol i Ordre APA/2943/2007, de 27 de setembre. Igualment està inscrita com a Denominació d'Origen Protegida en el Registre comunitari de denominacions d'origen protegides i d'indicacions geogràfiques protegides pel Reglament (CE) n.º 1107/96 de la Comissió Europea, de 12 de juny. Aquesta DOP va ser el resultat de la fusió entre les denominacions Idiazabal i Urbasa per la seva gran similitud de les pastures, hàbits i processos d'elaboració

## Producció anual
Entre totes les explotacions es produeixen anualment uns 7.000.000 de litres de llet aproximadament, convertint-se en més de 1.000 tones de formatge.

## Valors nutricionals
| Nutrient | Quantitat |
| -------- | --------- |
| Proteïna | 21 g      |
| Greix    | 33 g      |
| Sal      | 1,8 g     |
| Calci    | 1.873 mg  |
| Fòsfor   | 817 mg    |
| Energia  | 385 mg    |